# Oliver Springs
Oliver Springs é uma cidade  localizada no estado norte-americano de Tennessee, no Condado de Anderson e Condado de Morgan e Condado de Roane. A cidade foi fundada em 1830, e incorporada no mesmo ano.

## Demografia
Segundo o censo norte-americano de 2000, a sua população era de 3303 habitantes.
Em 2006, foi estimada uma população de 3319, um aumento de 16 (0.5%).

## Geografia
De acordo com o United States Census Bureau tem uma área de
13,3 km², dos quais 13,3 km² cobertos por terra e 0,0 km² cobertos por água.

## Localidades na vizinhança
O diagrama seguinte representa as localidades num raio de 24 km ao redor de Oliver Springs.